# Wojewolichan
Der Wojewolichan (russisch Воеволихан, Воеволи-Хан) ist ein 184 km langer rechter Nebenfluss des Kotui im nördlichen Mittel-Sibirien im zentralen Osten der russischen Region Krasnojarsk.

## Verlauf
Der Wojewolichan entsteht am Zusammenfluss von Wojewoli (links) und Chusmund (rechts). Er fließt entlang der südlichen Ostflanke des Putorana-Gebirges in überwiegend nördlicher Richtung. Dabei weist der Fluss abschnittsweise ein stark mäandrierendes Verhalten auf, mit zahlreichen, teils engen, Flussschlingen. Bei Flusskilometer 67 trifft der Kotuikan, der größte Nebenfluss, von links auf den Wojewolichan. Der Wojewolichan trifft schließlich auf den Kotui, den rechten Quellfluss der Cheta, an dessen südlichsten Punkt.

## Einzugsgebiet
Der Wojewolichan entwässert ein 11.600 km² großes Gebiet. Das Einzugsgebiet grenzt im Westen und im Süden an das des Kotschetschum, ein Nebenfluss der Unteren Tunguska, sowie im Osten an das des Moijero.